# 福知山市立天津小学校
福知山市立天津小学校（ふくちやましりつ あまづしょうがっこう）は、かつて京都府福知山市字上天津勅使にあった公立小学校。

## 沿革
- 1991年（平成3年）4月1日 - 福知山市立金山小学校を統合[1]。
- 2020年（令和2年） - 福知山市立修斉小学校への統合に伴い、閉校[1][2]。

## 通学区域
- 字　下天津、一尾、瘤木、勅使、牧、石本、波江、漆端、下野条、上野条、行積、長尾

卒業生は基本的に 福知山市立成和中学校へ進学する。

## 周辺
- 福知山天津簡易郵便局
- 福知山市立天津保育園
- 由良川

## アクセス
- 京都丹後鉄道宮福線 牧駅から北東へ500m
- 国道175号沿い